# Aecidium westlandicum
Aecidium westlandicum är en svampart som beskrevs av G. Cunn. 1928. Aecidium westlandicum ingår i släktet Aecidium, ordningen Pucciniales, klassen Pucciniomycetes, divisionen basidiesvampar och riket svampar.   Inga underarter finns listade i Catalogue of Life.